# Pseudochaeta latitarsus
Pseudochaeta latitarsus är en tvåvingeart som beskrevs av Thompson 1964. Pseudochaeta latitarsus ingår i släktet Pseudochaeta och familjen parasitflugor. Inga underarter finns listade i Catalogue of Life.